# Матео Дармијан
Матео Дармијан (итал. Matteo Darmian; Лењано, 2. децембар 1989) италијански је фудбалер који игра на позицији одбрамбеног играча и тренутно наступа за Интер.

## Статистика каријере

### Репрезентативна
Ажурирано 29. јуна 2024.
| Репрезентација | Година | Утакмице | Голови |
| -------------- | ------ | -------- | ------ |
| Италија        | 2014   | 9        | 0      |
| Италија        | 2015   | 10       | 1      |
| Италија        | 2016   | 8        | 0      |
| Италија        | 2017   | 9        | 0      |
| Италија        | 2023   | 5        | 1      |
| Италија        | 2024   | 5        | 0      |
| Укупно         | Укупно | 46       | 2      |

## Највећи успеси

### Манчестер јунајтед
- ФА куп (1) : 2015/16.
- ФА Комјунити шилд (1) : 2016.
- Лига куп Енглеске (1) : 2016/17.
- Лига Европе (1) : 2016/17.

### Интер
- Серија А (2) : 2020/21, 2023/24.
- Куп Италије (2) : 2021/22, 2022/23.
- Суперкуп Италије (3) : 2021, 2022, 2023.
- Лига шампиона : финале 2022/23.